# The Chordettes
The Chordettes – amerykański żeński kwartet wokalny. Grupa powstała w roku 1946 w Sheboygan, Wisconsin (USA). Pierwszy i najbardziej znany skład to: Janet Ertel (ur. 1913, zm. 4 listopada 1988), Carol Buschmann, Dorothy Schwartz, Jinny Osborn (lub Jinny Lockard) (ur. 25 kwietnia 1928 w Seattle, zm. 19 maja 2003). W 1952 Lynn Evans zastąpiła Schwartz, a w 1953 Margie Needham zastąpiła Osborn (z powodu urodzenia dziecka). W późniejszym okresie członkiem zespołu była również Nancy Overton.
Największymi przebojami kwartetu były: „Mr. Sandman” z roku 1954 i „Lollipop” z roku 1958. Inne przeboje to „Zorro” (1958), „Never on Sunday” (1961), „Eddie My Love” (1956), „Born to Be With You” (1956), „Lay Down Your Arms” (1956), „Just Between You and Me” (1957).
W 2001 grupa została wprowadzona do „Vocal Group Hall of Fame”.

## Wybrane przeboje
- 1954 – „Mr. Sandman”
- 1956 – „Teenage Goodnight”
- 1956 – „Lay Down Your Arms”
- 1956 – „The Wedding”
- 1956 – „Born To Be With You”
- 1956 – „Eddie My Love”
- 1957 – „Just Between You And Me”
- 1957 – „Soft Sands”
- 1958 – „Lollipop”
- 1958 – „Zorro”
- 1959 – „A Girl's Work Is Never Done”
- 1959 – „No Other Arms, No Other Lips”
- 1961 – „Faraway Star”
- 1961 – „Never On Sunday”

## Dyskografia

### Albumy
- 1950 – Harmony Time (album 10-calowy)
- 1951 – Harmony Time Vol. 2 (album 10-calowy)
- 1952 – Harmony Encores (album 10-calowy)
- 1953 – Your Requests (album 10-calowy)
- 1955 – Close Harmony (album 10-calowy)
- 1955 – The Chordettes (album 10-calowy)
- 1956 – The Chordettes
- 1957 – Listen
- 1959 – Drifting And Dreaming
- 1962 – Never On Sunday